# Tom Cross
Tom Cross – amerykański montażysta filmowy. Laureat Oscara za najlepszy montaż do filmu Whiplash (2014). Był również nominowany w tej kategorii za La La Land (2016). Obydwa obrazy wyreżyserował Damien Chazelle, z którym Cross stale współpracuje.

## Życiorys
Jest synem Jima Crossa i Loc, z pochodzenia Wietnamki. W 1997 zaczął pracować jako asystent montażysty przy kilku filmach, m.in. Królowie nocy lub Szalone serce. Jego pierwszą poważną pracą był montaż w filmie The Space Between z 2010 w reżyserii Travisa Fine'a. Zmontował później kolejny film tego reżysera, Lada dzień z 2012 roku.
W 2014 pracował przy filmie Whiplash. Film został wyświetlony po raz pierwszy  16 stycznia 2014 na Sundance Film Festival, gdzie otrzymał nagrodę główną. Za film Cross otrzymał wiele prestiżowych nagród, takich jak Oscar, BAFTA czy Independent Spirit Awards.
Rok później, współpracował przy montowaniu filmu Joy z Jennifer Lawrence w roli głównej. Za ten film był nominowany do statuetki Eddie, przyznawanej przez Amerykańskie Stowarzyszenie Montażystów.
W 2016 znów współpracował z Chazellem, reżyserem Whiplash, montując jego kolejny film, La La Land, Film okazał się być zarówno jak i sukcesem kasowym, jak i artystycznym; dostał wiele nagród, np. Złoty Glob dla komedii lub musicalu. Cross za montaż do tego filmu dostał nominację do Oscara i nagrody BAFTA.

## Filmografia
- 2010: The Space Between
- 2012: Lada dzień
- 2014: Whiplash
- 2014: Migawka z przyszłości
- 2015: Joy
- 2016: La La Land
- 2017: Król rozrywki
- 2018: Pierwszy człowiek

## Nagrody i nominacje
| Rok  | Nagroda                               | Kategoria        | Za         | Wynik     |
| ---- | ------------------------------------- | ---------------- | ---------- | --------- |
| 2017 | Nagroda Akademii Filmowej             | Najlepszy montaż | La La Land | Nominacja |
| 2015 | Nagroda Akademii Filmowej             | Najlepszy montaż | Whiplash   | Wygrana   |
| 2017 | Nagroda Brytyjskiej Akademii Filmowej | Najlepszy montaż | La La Land | Nominacja |
| 2015 | Nagroda Brytyjskiej Akademii Filmowej | Najlepszy montaż | Whiplash   | Wygrana   |